# Crímenes de guerra soviéticos

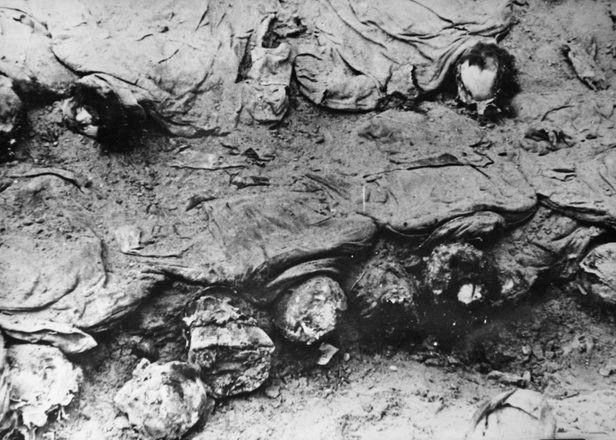
Katyn exhumación de cuerpos, 1943. Fotografía de la delegación de la Cruz Roja Internacional.

Los crímenes de guerra soviéticos, o crímenes de guerra del Ejército Rojo, son un conjunto de crímenes de guerra y delitos contra el derecho internacional y la Convención de Ginebra, cometidos por miembros de las Fuerzas Armadas de la Unión Soviética entre 1918 y 1991, formadas por el ejército regular (conocido también como Ejército Rojo), por la NKVD, y por las tropas del Ministerio del Interior de la URSS. En algunos casos estos crímenes fueron cometidos siguiendo órdenes expresas del primitivo Gobierno soviético en su política de Terror Rojo. [cita requerida]En otros casos, fueron llevados a cabo sin órdenes por las tropas del ejército regular como venganza contra personal militar o civil de países con los cuales habían estado en conflicto – o que habían invadido – la URSS (por ejemplo, como venganza de los crímenes de guerra nazis en la Unión Soviética), o durante hostilidades partisanas.
Algunos de estos crímenes fueron cometidos a consecuencia de órdenes expresas, como parte de la política inicial del gobierno soviético conocida como Terror Rojo. En otros casos se cometieron de forma espontánea por parte de las tropas como represalia contra militares o civiles de países en guerra con la URSS, o implicados en movimientos de liberación nacional enfrentados a la misma.
Muchos de estos incidentes ocurrieron en Europa Central y Europa del Este, antes de la Segunda Guerra Mundial y durante la misma, e incluyeron episodios de ejecuciones sumarias, asesinatos en masa de prisioneros de guerra, violaciones, y maltrato de civiles en los territorios polacos anexionados por la Unión Soviética y en las zonas de ocupación aliada en Alemania bajo control de la URSS. 
Negados categóricamente por la historiografía oficial soviética durante décadas, existe aún una fuerte controversia al respecto de estos hechos. Ningún miembro de las Fuerzas Armadas Soviéticas ha sido nunca acusado formalmente de crímenes de guerra en un tribunal internacional, soviético o ruso, y los detalles de la mayoría de casos siguen siendo objeto de discusión. Aunque cabe destacar el caso de Vasili Kónonov (Vassili Kononov), que ha sido el único expartisano condenado ante el Tribunal Supremo de Letonia.

## Antecedentes
De parte de los poderes de Eje una ideología racista desempeñó un papel primario a comienzos de la Segunda Guerra Mundial y condujo a muchos crímenes de guerra contra la población civil soviética durante la invasión alemana y ocupación de Rusia (1941-45). Aproximadamente 27 millones de civiles en la Unión Soviética perdieron sus vidas durante la guerra como un resultado directo o indirecto de operaciones de combate y una política de aniquilación sistemática.

## Crímenes de guerra

### La masacre de Kiev

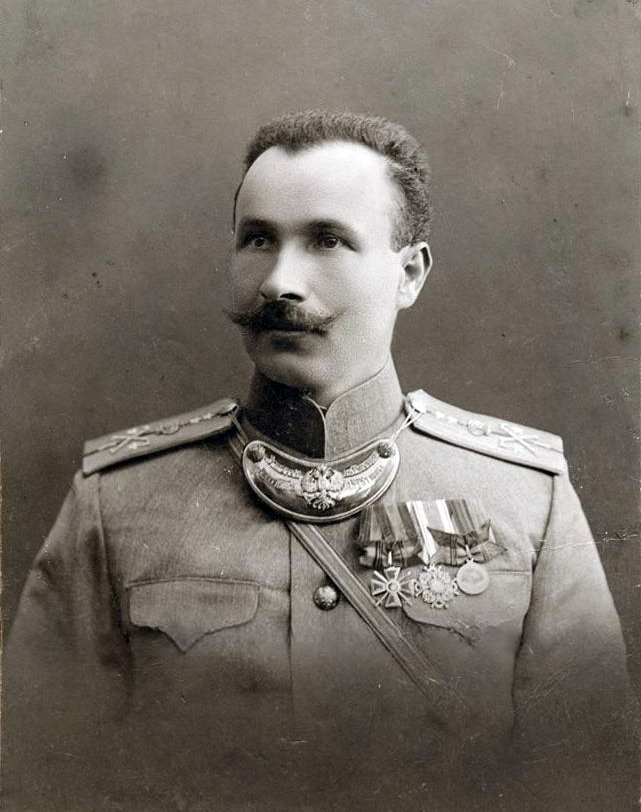
Mijaíl Muravyov, organizador de los asesinatos en masa

Durante la guerra soviético-ucraniana se cometió uno de los primeros crímenes de guerra soviéticos. Después de la batalla de Kruty, que retrasó con éxito el avance bolchevique sobre Kiev y dio tiempo a quienes querían evacuar, el Ejército Rojo se acercó a las afueras de Kiev el 4 de febrero de 1918, donde Mijaíl Muravyov dio la orden de comenzar el asalto. Durante la captura de Kiev, se utilizó gas venenoso y se llevaron a cabo bombardeos masivos que no se detuvieron durante varios días (hasta 15 mil proyectiles), como resultado de lo cual, entre otras cosas, fue destruida la casa de Mijailo Hrushevski.
En la Plaza de la Duma (Plaza de la Independencia), Muravyov fue recibido por una delegación del ayuntamiento encabezada por el entonces alcalde Yevhen Riabtsov. Andrii Polupanov fue nombrado comandante soviético de Kiev. Al entrar en la ciudad, las tropas soviéticas ejecutaron la orden y mataron a unas 5.000 personas. civiles declarados enemigos.
Entre los muertos sólo había dos políticos: el secretario de Asuntos Territoriales de la RPU, Oleksandr Zarudni, y el diputado de la Rada Central, Isak Pugach.

### La masacre de Katyń
La masacre de Katyn, también conocida como la masacre del bosque de Katyn (del polaco zbrodnia katyńska, literalmente 'crimen de Katyń'), fue la ejecución en masa de ciudadanos polacos (muchos de ellos oficiales del ejército, hechos prisioneros de guerra) por la NKVD durante la Segunda Guerra Mundial. En el curso de la masacre, aproximadamente de 15.000 a 22.000 polacos fueron ejecutados en tres lugares de ejecución masiva del 3 de abril al 19 de mayo de 1940, durante la ocupación de una parte de Polonia por parte de la Unión Soviética.

### Violaciones
Según el historiador británico Antony Beevor (1946-), al finalizar la Segunda Guerra Mundial, con la invasión de los países del este de Europa, los soldados soviéticos habrían violado a dos millones de mujeres alemanas, de las que un 10 % habrían sido posteriormente asesinadas.
Beevor afirmó también que 1,4 millones de mujeres violadas habrían sido de las provincias orientales de Alemania, 0,5 millones de la zona de ocupación rusa en Alemania, y el 0,1 millón restante de la capital, Berlín, donde habría existido más ensañamiento en los días posteriores a la victoria soviética. Según Beevor, los soviéticos llegaron a violar hasta 70 veces a la misma mujer.
Según el periodista británico James Mark, en Hungría habrían existido agresiones similares: en Budapest los soldados soviéticos habrían violado a unas 50 000 mujeres.